# 自殺防治專線 (臺灣)
自殺防治專線，也稱為安心專線，電話號碼為「1925」（「依舊愛我」的諧音），是由中華民國衛生福利部設置的24小時專線，提供心理諮詢服務，並即時搶救因壓力或憂鬱的自殺企圖者。於2005年12月起開辦。
安心專線號碼在民國108年(2019年)7月1日正式改為1925，初期同時使用1925及0800-788-995雙軌服務，民國108年(2019年)12月20日正式單軌使用1925號碼，有需要的民眾，可直接利用市話及手機撥打「1925」。 （页面存档备份，存于）

## 功能
現今社會民眾可能因為面對生活、學業、工作或其他事件造成情緒困擾、壓力或自殺問題，衛生福利部自94年設置安心專線，多年以來，不僅提供全國人民一個重要的傾聽管道，陪伴民眾渡過心理低潮的危機，也肩負自殺危機處理、聯繫警察機關進行緊急救援的任務，據統計，107年安心專線進線者年齡層以25-44歲居多，協談內容之主要問題以生活適應居多，專線服務主要提供一般輔導、自殺評估、依民眾需求之相關資訊，有需要時，亦會轉介醫療單位資訊。每年服務人次從94年共2萬7,926人次，提升至107年7萬8,108人次，成長率達279.7%，107年度篩檢出有自殺意念之電話通數為1萬2,912通，並即時阻止自殺危機案件共480件，相較98年141件增加了339件。顯示安心專線已經逐漸成為民眾所信賴之心理諮詢專線，也發揮自殺防治功能。 （页面存档备份，存于）

## 文獻
1. ↑  . 衛生福利部. 2016-04-28  [2017-12-29]. （原始内容存档于2021-01-18） （中文）.

## 外部連結
- 台灣官方自殺防治中心 （页面存档备份，存于）
- 本條目的部分內容引用自中華民國衛福部的網頁全年無休的自殺防治守護者-安心專線0800-788-995 （页面存档备份，存于），並以創用CC-署名-相同方式共享3.0協定授權使用。